# Nad Garbem
Nad Garbem (781 m) – szczyt w bocznym grzbiecie Pasma Jaworzyny w Beskidzie Sądeckim. Grzbiet ten odbiega od głównego grzbietu Pasma Jaworzyny po wschodniej stronie Makowicy, początkowo w północnym kierunku, na Ostrej (834 m) zakręca w zachodnim i poprzez Wilcze Doły (786 m), Nad Garbem (781 m) i Majdan (490 m) opada aż do Nowego Sącza. Spod wzniesienia Nad Garbem spływa kilka potoków uchodzących do Popradu lub Kamienicy Nawojowskiej. Jest to szczyt zupełnie niewybitny i zalesiony, ale na jego stokach jest wiele wciąż użytkowanych polan należących do osiedli Malniki i Garby. Jedna z nich znajduje się na południowych stokach tuż pod grzbietem łączącym wzniesienie Nad Garbem z Wilczymi Dolami. Jest nadal koszona. Zielony szlak turystyczny omija wierzchołek Nad Garbem i prowadzi obrzeżem tej polany.
Nazwa Nad Garbem pochodzi od osiedla Garby położonego na polanie poniżej szczytu.

## Szlaki turystyczne
zielony: Nowy Sącz – Majdan – Żeleźnikowa Mała – Nad Garbem – Wilcze Doły – Ostra – Polana Ogórkowa – Makowica